# Ranua
Ranua é um município da Finlândia, localizado na província da Lapónia. O município ocupa uma área de 3.694,45 km², dos quais 230,92 km² se encontram cobertos por água. A densidade populacional ronda os 1,4 habitantes por km².
O idioma do município é unicamente o Finlandês. 
A atracção principal da região é o jardim zoológico de Ranua, um parque natural ostentando espécies animais do Ártico. Constitui o jardim zoológico mais a norte do mundo.

## Geografia

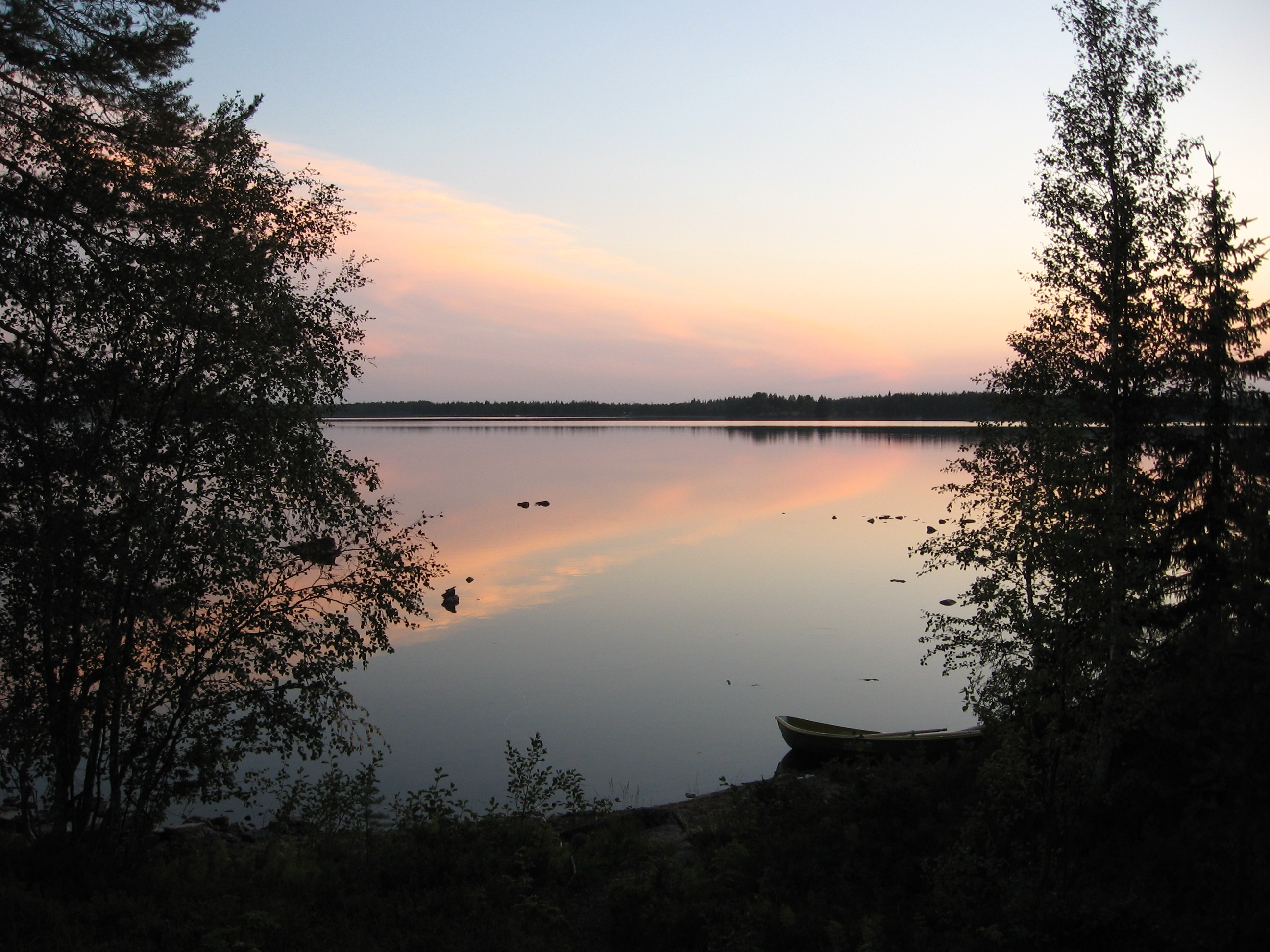
Lago Simojärvi

Ranua marca a fronteira sul da Lapónia. Não possui montanhas altas, mas apenas colinas baixas. É caracterizada por florestas de grandes dimensões, poucas zonas cultivadas e alguma criação de renas em liberdade. O grande número de marismas permite comercializar no Verão, em todo o país, uma grande quantidade de amora-branca-silvestre, que nelas cresce (Lakka, em Finlandês), muito procurada para a doçaria.
A cidade de Ranua, encontrando-se a 81 km de Rovaniemi, concentra mais de metade da população do município.
Possui apenas um grande lago, o lago Simojärvi, com 90 km².
Ranua faz fronteira com os seguintes municípios:
- Pudasjärvi
- Kuivaniemi
- Simo
- Tervola
- Rovaniemi
- Posio

## Cidades geminadas

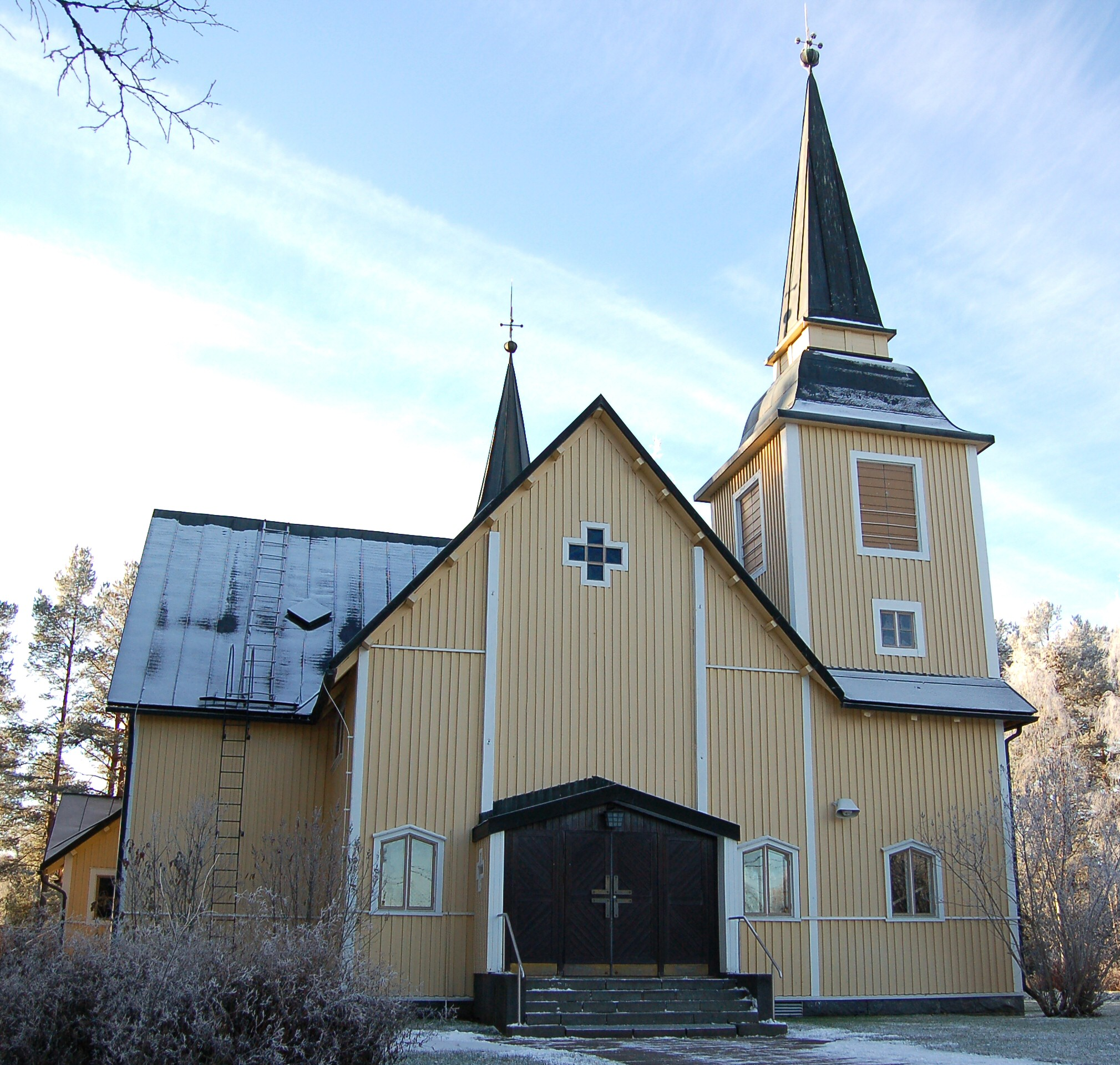
Igreja luterana de Ranua

- Iwasaki, Japão (desde 1990)